# Matrox
Matrox Electronic Systems Ltd är ett kanadensiskt företag som producerar grafikkortskomponenter såsom grafikprocessorer och annan utrustning för persondatorer. Företaget grundades 1976 i Montréal i provinsen Québec av Lorne Trottier och Branko Matić. Matrox har specialiserat sig på grafikkort som gör det möjligt att använda mer än en bildskärm.